# Couvin
Couvin (in vallone Couvén) è un comune e una città belga di 13 449 abitanti situata nella provincia vallona di Namur.